# Плавці (телесеріал, 2017)
Water Boyy: The Series — тайський драматичний мінісеріал виробництва «GMM TV» та режисера Рачхіта Кусонкхунсірі, що є ремейком однойменного фільму 2015 року. Серіал транслювали щонеділі з 9 квітня по 9 липня 2017 року о 17-й годині на телеканалі «GMM 25», та о 19-й годині на телеканалі «Line TV». Для українського споживача було здійснено некомерційний переклад серіалу у вигляді субтитрів спільнотою «BambooUA».

## Сюжет
Події розгортаються навколо університетського Клубу із плавання. Його члени вже давно не перемагали на змаганнях, тому він опинився на межі розпуску. Крім того, цьому також сприяє членка студентської ради Ван, яка має особисті причини не любити цей Клуб. Капітан команди Вай постійно конфліктує зі своїм батьком тренером Тхі. Він почуває себе самотнім і незрозумілим, але знаходить підтримку у свого нового сусіда Апо і починає змінюватися. Однак цими змінами не вдоволена дівчина Вая Фе, яка відчуває, що її коханий від неї віддаляється. Ваєві складно зробити вибір, бо він має почуття до Апо, але не хоче скривдити Фе, однак, Апо дає йому зрозуміти, що між ними не може бути відносин, доки він зустрічається із Фе.

## У ролях
- Пхіропхат Вотхенатсесірі в ролі Вая
- Тхітипхум Течхаапхайкхун у ролі Апо
- Чхіракіт Кхуаріякун у ролі Кана
- Чхатчховіт Течхаракпхон у ролі Міна
- Синантхачхат Тханапхатпхісан у ролі Ван
- Чхарада Імрапхон у ролі Пан
- Нават Пхумпхотхіням у ролі Фа
- Вірают Чхантсук у ролі Пхута
- Критнай Асанпракіт у ролі Сана
- Тханатчхай Вічхітрунтхон у ролі Клуая
- Тхайтхен Тхіппрасан у ролі Чхі
- Пхічхія Сечжанг у ролі Намкхен
- Критпхон Монтхірарат у ролі Фе
- Пхакчжіра Канратанасут у ролі тренерки Май
- Дом Етракун у ролі тренера Тхі
- Суттхіпха Кхунневді в ролі Ом

## Список серій
| № | Назва      | Режисер              | Сценарист      | Дата трансляції на «GMM 25» та «Line TV» |
| --- | ---------- | -------------------- | -------------- | ---------------------------------------- |
| 1 | «Серія 1»  | Рачхіт Кусонкхунсірі | Буде визначено | 9 квітня 2017                            |
| Тренер Тхі представляє нового члена Клубу із плавання Апо, який житиме разом із Ваєм. Вай гадає, що його спеціально підселили до нього, щоб той все розповідав його батькові. Новим членом Клубу також стає Фа, який є другом Клуая, позаяк вони разом навчалися в старшій школі. Фа конфліктує із членкою Клубу Пан, бо він зайняв останнє місце в класі з вивчення англійської, у якій не було її колишньої дівчини. Пізно ввечері до дівочої кімнати пробираються Чжод та Мін, щоб привітати Ом, дівчину Чжода, з днем народження. Там Мін знайомиться з її сусідкою по кімнаті Ван, яка в цей момент робить фотознімки того, що відбувається в кімнаті Вая та Апо.                                                           |            |                      |                |                                          |
| 2 | «Серія 2»  | Рачхіт Кусонкхунсірі | Буде визначено | 16 квітня 2017                           |
| Пан зустрічає Намкхен, з першого погляну вона їй починає подобатися. Тренер Тхі збирає членів Клубу, щоб показати світлини, які вночі зробила Ван, та через зміст яких Клуб погрожують розпустити. Клуай зустрічає шанувальника Вая Чхі, і між ними виникають сварки. Пан застає Фа за крадіжкою документів, але він про це не знає. Мін змагається з Ван у бігу, але через травму ноги, йому стає гірше. До Вая приїжджає його дівчина Фе. |            |                      |                |                                          |
| 3 | «Серія 3»  | Рачхіт Кусонкхунсірі | Буде визначено | 23 квітня 2017                           |
| Фе знайомиться з Апо. Ван переймається через травму Міна, але приховує це від сторонніх очей. Пан дізнається, що Намкхен подобається Фа. Міна переводять до Клубу із плавання. Ван повідомляє Ваєві, що відтепер до басейну мають доступ всі охочі. Фа під тиском Пан знайомить її з Намкхен. Міна заселяють до гуртожитку в кімнату Пхута та Сана, що не подобається Клуаю. Ваєві не подобається, що Апо спілкується з його дівчиною. |            |                      |                |                                          |
| 4 | «Серія 4»  | Рачхіт Кусонкхунсірі | Буде визначено | 30 квітня 2017                           |
| Ваєві телефонує його молодший брат Май і вони з Апо йдуть до нього додому. Там він застає свого батька разом із Каном, через що виникає сварка. Відтак Вай намагається звести зло на Апо через те, що він не хоче його зрозуміти. Фа та Пан зустрічаються з Намкхен та натякають їй, що Фа вже має дівчину. Після того, як вхід до басейну став вільним, там часто провадять вечірки, через що вранці членам Клубу доводиться прибирати за ними сміття. Мін намагається завадити Ван влаштувати наступний захід біля басейну, та Ван виявляється розумнішою за нього. Фе розповідає Апо про те, що Вай та Кан раніше були гарними друзями, але після того, як останній зійшовся з його батьком, він є для Вая особистим ворогом. |            |                      |                |                                          |
| 5 | «Серія 5»  | Рачхіт Кусонкхунсірі | Буде визначено | 7 травня 2017                            |
| Намкхен просить Пан розповісти їй про дівчину Фа. Мін та Сан представляють Клуб із плавання на студентському консиліумі, де Ван повідомляє, що плавці показуватимуть танець на святі. Тренер Тхі йде з клубу, замість нього запрошують тренерку Май, що є колишньою дівчиною Міна. Пан просить Фа розповісти їй про себе, щоб сподобатися Намкхен. Мін та Сан намагаються дискредитувати Ван в очах студентської ради, щоб вони скасували участь Клубу із плавання у святі. Пан дізнається, що Фа в старшій школі був плавцем. |            |                      |                |                                          |
| 6 | «Серія 6»  | Рачхіт Кусонкхунсірі | Буде визначено | 14 травня 2017                           |
| Після скандалу з Міном Ван уникає людей. Новоспечена тренерка Май розпитує у Фа про документи, які він раніше поцупив. Їх бачить Намкхен і Пан вирішує сказати, що це і є та сама дівчина Фа. Намкхен прохає Пан допомогти їй у зміні іміджу, щоб йому сподобатися. Мін знаходить Ван і просить у неї вибачення. Члени клубу із плавання влаштовують у гуртожитку вечірку, щоб привітати нових членів Клубу. |            |                      |                |                                          |
| 7 | «Серія 7»  | Рачхіт Кусонкхунсірі | Буде визначено | 21 травня 2017                           |
| Май розмовляє з Ван про Міна. Пан просить пробачення у Фа за те, що штовхнула його в басейн. Май розповідає Пхутові про те, що сталося між нею та Міном. Канцлер повідомляє Клубу із плавання, що вони відкриють цьогорічні змагання і для цього потрібно, щоб Вай взяв участь у фотосесії з Каном. Ван дізнається, що її проєкт про допомогу безхатнім тваринам поцупили та переробили. Разом з Апо, Ваєм та Міном вона прямує до басейну, щоб вирішити ситуацію зі зйомками на свою користь. |            |                      |                |                                          |
| 8 | «Серія 8»  | Рачхіт Кусонкхунсірі | Буде визначено | 28 травня 2017                           |
| У Клубі із плавання триває фотосесія за задумом Ван. Вай свариться з Апо через його підтримку Кана. Ван підозріло оцінює поведінку Міна щодо себе. Май продовжує дошкуляти Мінові через минуле. Кілька студентів університету глузують із Клуая через Чхі. Сан свариться із Пхутом через тренерку Май. |            |                      |                |                                          |
| 9 | «Серія 9»  | Рачхіт Кусонкхунсірі | Буде визначено | 4 червня 2017                            |
| Через скандальне відео із тренеркою Май канцлер погрожує розпустити Клуб із плавання, але Вай та Апо вмовляють його просто скоротити їм фінансування. Фа розповідає Намкхен правду про Пан та її задум, через що вона з нею свариться. Май розповідає Ван про колишню дівчину Міна. Члени Клубу вирішуються зняти лакхон (тайський серіал) за участю Кана. Намкхен просить Фа допомогти їй дізнатися про справжні почуття Пан. Клуай боронить Чхі від набридливих студентів університету. |            |                      |                |                                          |
| 10 | «Серія 10» | Рачхіт Кусонкхунсірі | Буде визначено | 11 червня 2017                           |
| У Клубі триває репетиція вистави. Вай зрештою погоджується поговорити з Каном. Намкхен починає зустрічатися з Пан. У день прем'єри лакхона до басейну приходять студенти, яких побив Клуай, що призводить до бійки. Канцлер повідомляє Клубові, що їхню долю буде вирішено на зборах. Фе підозрює, що Апо має почуття до Вая. Апо запрошує всіх членів клубу провести вихідні в нього вдома. Чхі уникає Клуая через випадок біля басейну. |            |                      |                |                                          |
| 11 | «Серія 11» | Рачхіт Кусонкхунсірі | Буде визначено | 18 червня 2017                           |
| Мін пропонує пограти в гру, сподіваючись, що зможе з'ясувати відносини з Фа, через що всі дізнаються про події минулого, що трапилися з Міном, Фа та Клуаєм. Фе не може зв'язатися з Ваєм та іншими. Сан мириться із Пхутом, а Клуай сумує за Чхі. Пан допомагає Фа подолати страх перед водою. |            |                      |                |                                          |
| 12 | «Серія 12» | Рачхіт Кусонкхунсірі | Буде визначено | 25 червня 2017                           |
| Вай та Апо дізнаються про почуття один до одного. Кан іде від тренера Тхі. Вай прохає батька допомогти зберегти Клуб із плавання. Канцлер ставить умову щодо існування клубу — здобути в змаганнях щонайменше п'ять перших місць. Пан та Фа продовжують заняття в басейні. Клуай намагається просити вибачення в Чхі. Ван та Мін намагаються з'ясувати відносини між собою. Вай повідомляє Фе, що не скривдить її і все буде, як раніше. Їхню розмову чує Апо. |            |                      |                |                                          |
| 13 | «Серія 13» | Рачхіт Кусонкхунсірі | Буде визначено | 2 липня 2017                             |
| Апо вирішує переїхати від Вая до іншої кімнати і дарує йому на прощання свій аквамариновий камінь, який допомагав йому в змаганнях. Пан читає щоденник Фа і дізнається про його почуття до неї. У Клубі триває підготовка до майбутніх змагань. Фе намагається підбадьорити Вая, але він засмучений через вчинок Апо. Мін влаштовує «виставу» для Ван, щоб підтвердити свої підозри щодо неї, вона ж своєю чергою вкотре переконалася в його нещирості. |            |                      |                |                                          |
| 14 | «Серія 14» | Рачхіт Кусонкхунсірі | Буде визначено | 9 липня 2017                             |
| Клуб із плавання бере участь у змаганнях, де отримує п'ять медалей. Мін повідомляє тренерові Тхі, що повертається до Клубу з бігу. Вай намагається поговорити з Апо, їхню розмову спостерігає Фе. Мін намагається просити вибачення у Ван, але вона не вірить у його щирість і збирається на навчання за кордон. Вай розлучається із Фе, вона повідомляє йому, що Апо їде за кордон. Міну вдається переконати Ван у своїх почуттях до неї. Вай не встигає дістатися автобуса, на якому поїхав Апо. Через рік Кан повертається до тренера Тхі, а Вай та Апо зустрічаються в Клубі для плавання. |            |                      |                |                                          |

## Музика
| #  | Назва               | Виконавець              | Тривалість |
| -- | ------------------- | ----------------------- | ---------- |
| 1. | «พรุ่งนี้ทุกวัน»          | Чхатчховіт Течхаракпхон | 4:36       |
| 2. | «อยู่ตรงนี้แล้วไม่มีใครรัก» | Чхарада Імрапхон        | 4:30       |
| 3. | «ผิดที่สำคัญตัว»         | Пхіт Пхон               | 4:24       |